# Catedral de Salerno

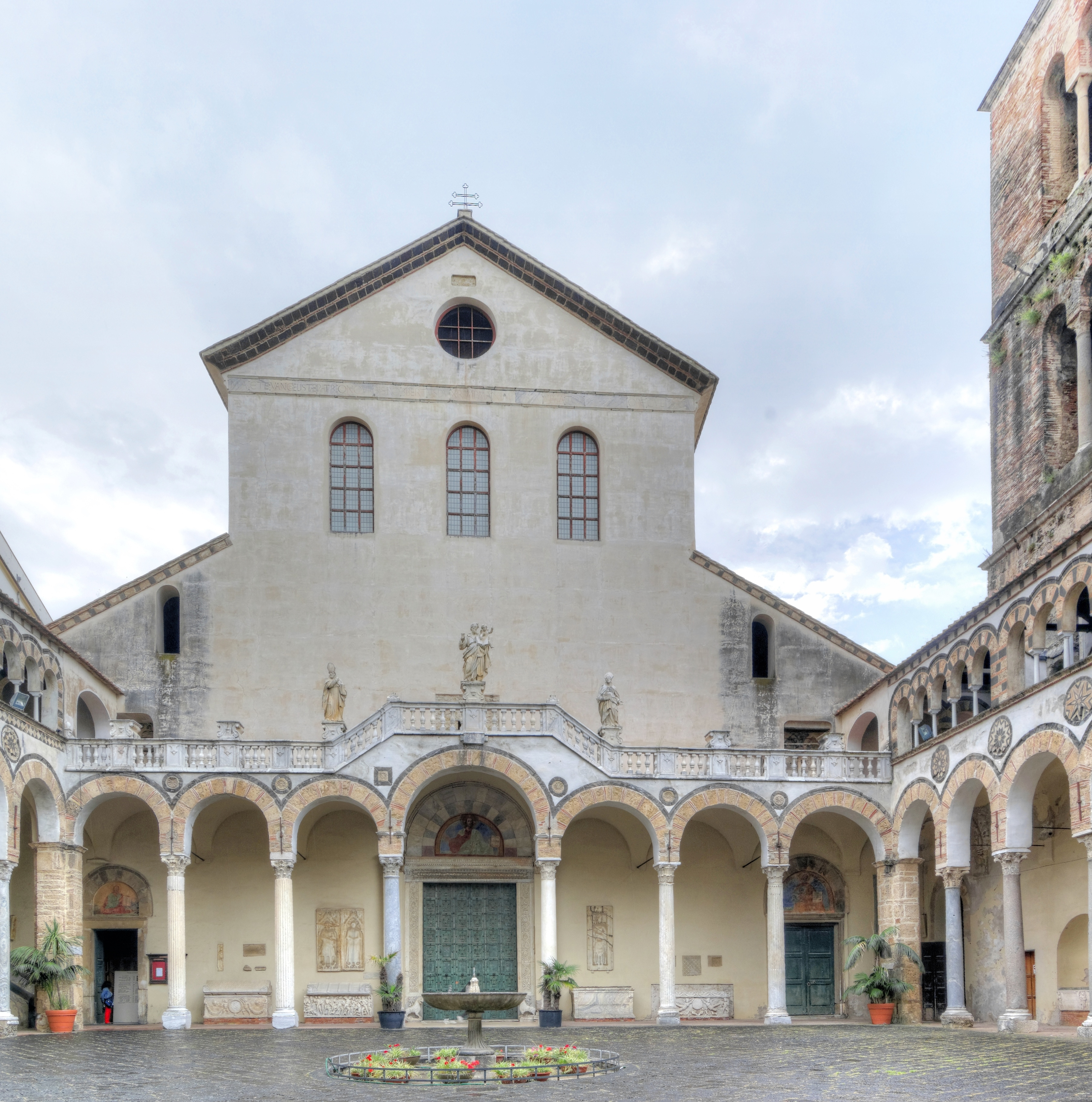
Fachada interna.

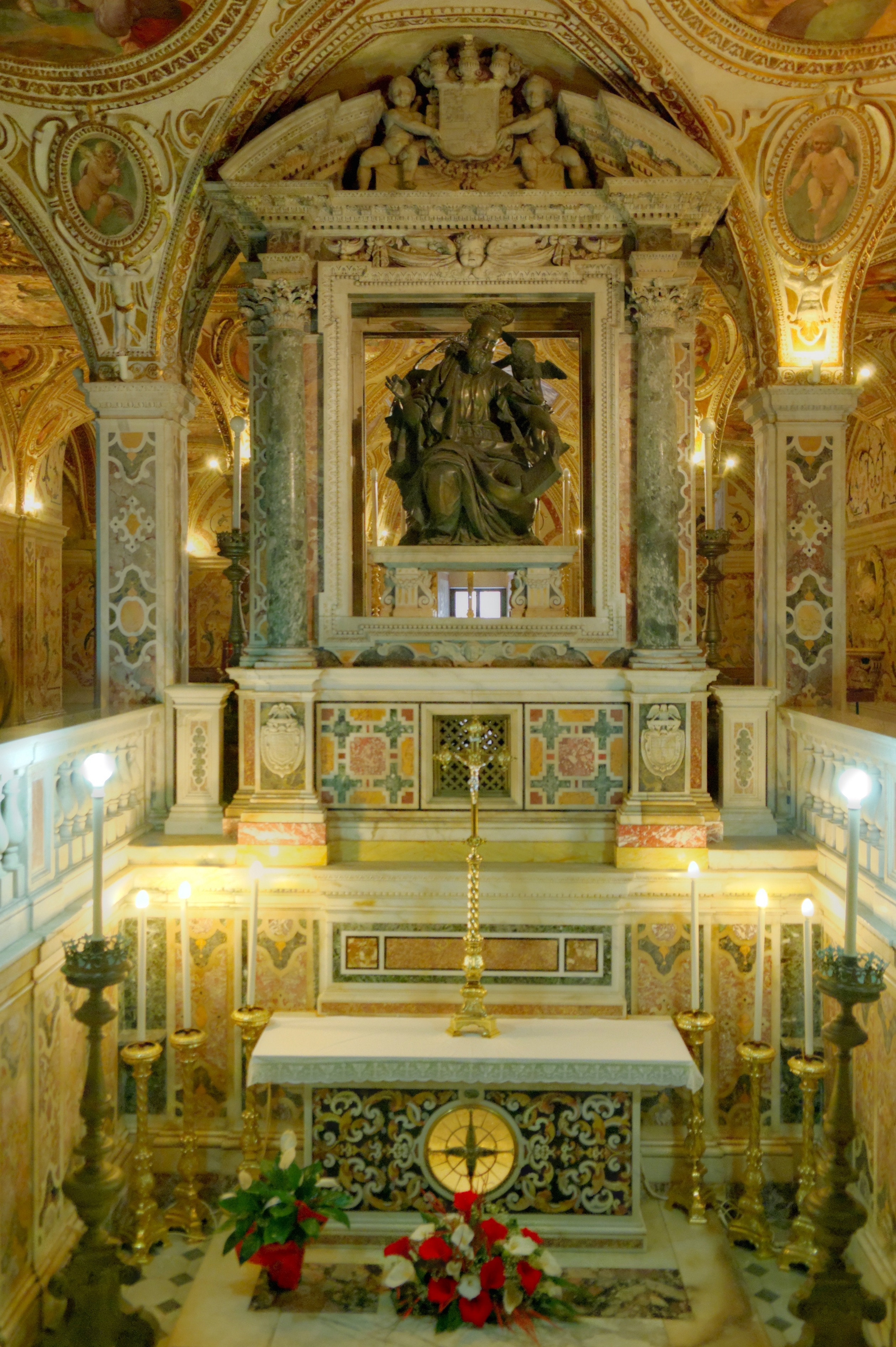
La "Cripta" de la Catedral

La catedral de Salerno, dedicada a Santa María de los Ángeles y al apóstol san Mateo, patrono de la ciudad de Salerno, fue construida entre el año 1080 y el 1085 tras la conquista de la ciudad por parte de Roberto el Guiscardo, mientras era arzobispo Alfano I. Fue consagrada en junio de 1084 por el papa Gregorio VII, quien fue sepultado allí mismo.
Edificada sobre una iglesia paleocristiana del mismo nombre y esta a su vez sobre un templo romano. los trabajos iniciales fueron más bien modestos. Los proyectos fueron ampliados sucesivamente tras encontrar los restos del evangelista en la antigua iglesia el 4 de mayo de 954. A causa de la excesiva rapidez con la que fue construida y al hundimiento del terreno consecuencia de numerosos temblores, sufrió diversas reconstrucciones; se recuerda sobre todo la del año 1688 por obra de los arquitectos napolitanos (Giambattista Buratti, Arcangelo Guglielmelli y Ferdinando Sanfelice) al cual se debe el aspecto interno actual y la bóveda, pero recientemente ha sido repuesta su estructura románica original.
Es la sede episcopal de la arquidiócesis de Salerno–Campagna–Acerno.

## La fachada
Está precedida por una alta fachada barroca (1767) que fue construida por orden del entonces arzobispo Isidoro Sánchez de Luna, que conserva del románico el portal, llamado Puerta de los leones por las dos estatuas a los lados de las impostas, representando a un león (símbolo de la fuerza) y a una leona con un cachorro (símbolo de la caridad), antes cubiertos de piedras preciosas. Sobre el arquitrabe, esculpido a imitación de los portales romanos, hay un escrito que recuerda la alianza entre los principados normandos de Salerno y de Capua. El friso, que representa una vid (símbolo de la Sangre de Cristo) presenta otras decoraciones animales: un chimpancé (símbolo de la herejía) y una paloma que muerde unos dátiles (símbolo del alma que se alimenta de placeres ultraterrenos).

## El pórtico cuádruple

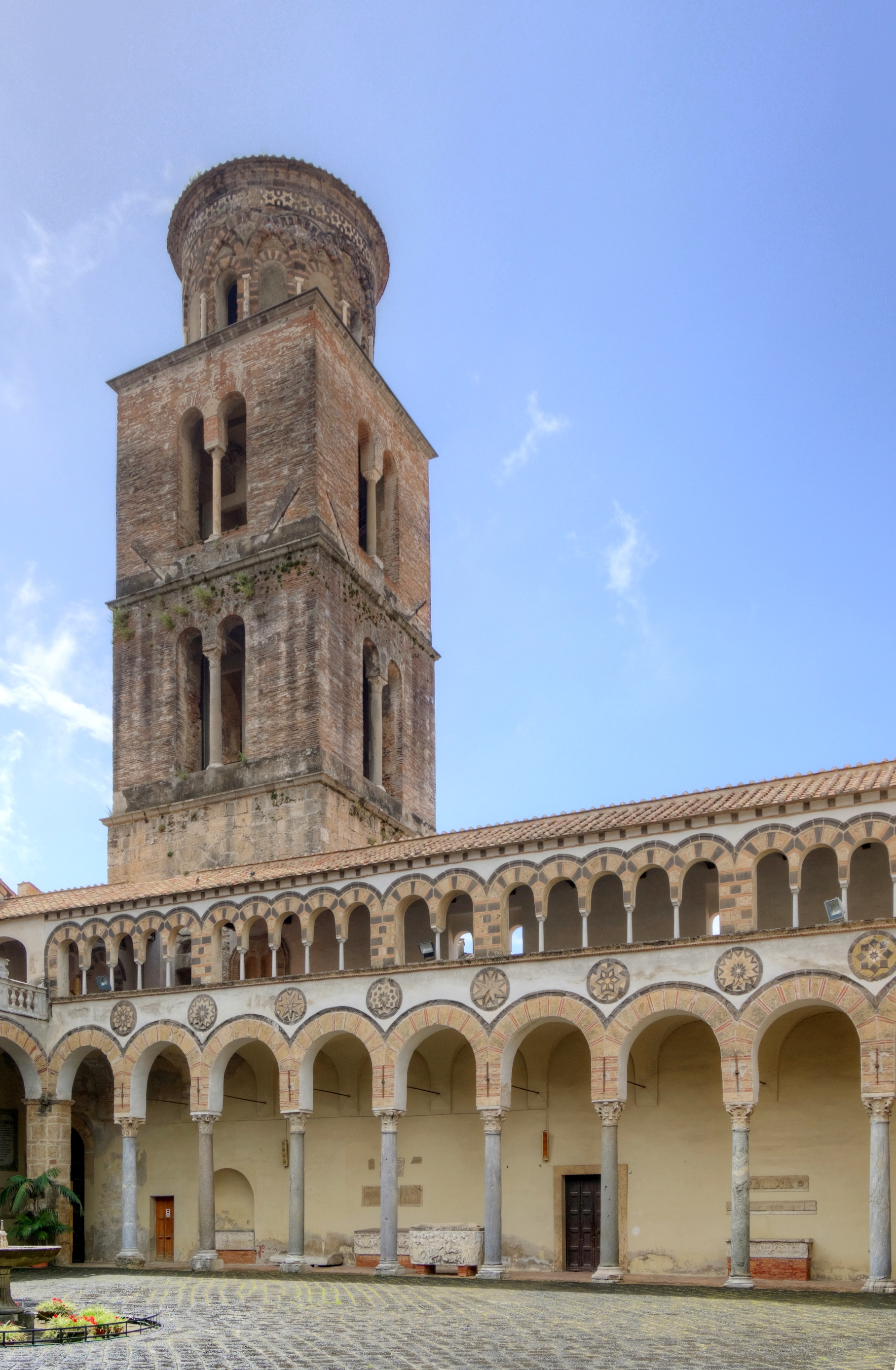
Pórtico de la Catedral de Salerno.

El portal de la fachada introduce a un atrio amplio -único ejemplo italiano, junto al de la Basílica de San Ambrosio- de pórtico románico cuádruple. El atrio está circundado por una columnata (que se ve como continuación hacia el exterior de las naves internas) cuyas columnas provienen del foro romano de la plaza Conforti, con arcos de medio punto decorados con piedra volcánica sobre las lesenas. Interesante resulta también la columnata sobre las bíforas y pentáforas, considerada como el inicio de la así llamada Arquitectura mediterránea.
En el centro del atrio había una fuente monolítica de granito egipcio; substraída por Fernando I de las Dos Sicilias en 1820, fue llevada a Nápoles en la villa comunal donde hoy es llamada “Fontana della Tazza di Porfido o Fontana delle Paparelle. La fuente actual es una vieja pila bautismal.
Sobre el pórtico domina el campanario árabe-normando construido en la primera mitad del siglo XII por el arzobispo Guillermo de Rávena, como indica una lápida que se encuentra en la base, y dedicada al Apóstol Mateo y al pueblo de Dios. La estructura tiene base cuadrada y tres pisos (como los tres niveles del universo según la Biblia), con una celda campanaria cilíndrica decorada con claras influencias orientales; tiene la particularidad de que la base y el primer nivel están hechos con travertino, el resto en simples ladrillos para no sobrecargar la construcción.
Entre el campanario y la fachada, en el 700 le fue añadido otro cuerpo de fábrica usando material románico: es el así llamado Auditorium de Santa Catalina, que comprende en el primer piso y accesible directamente desde la calle, la Sala San Lázaro, en la que durante el período navideño se expone un Pesebre pintado, obra de Mario Carotenuto.

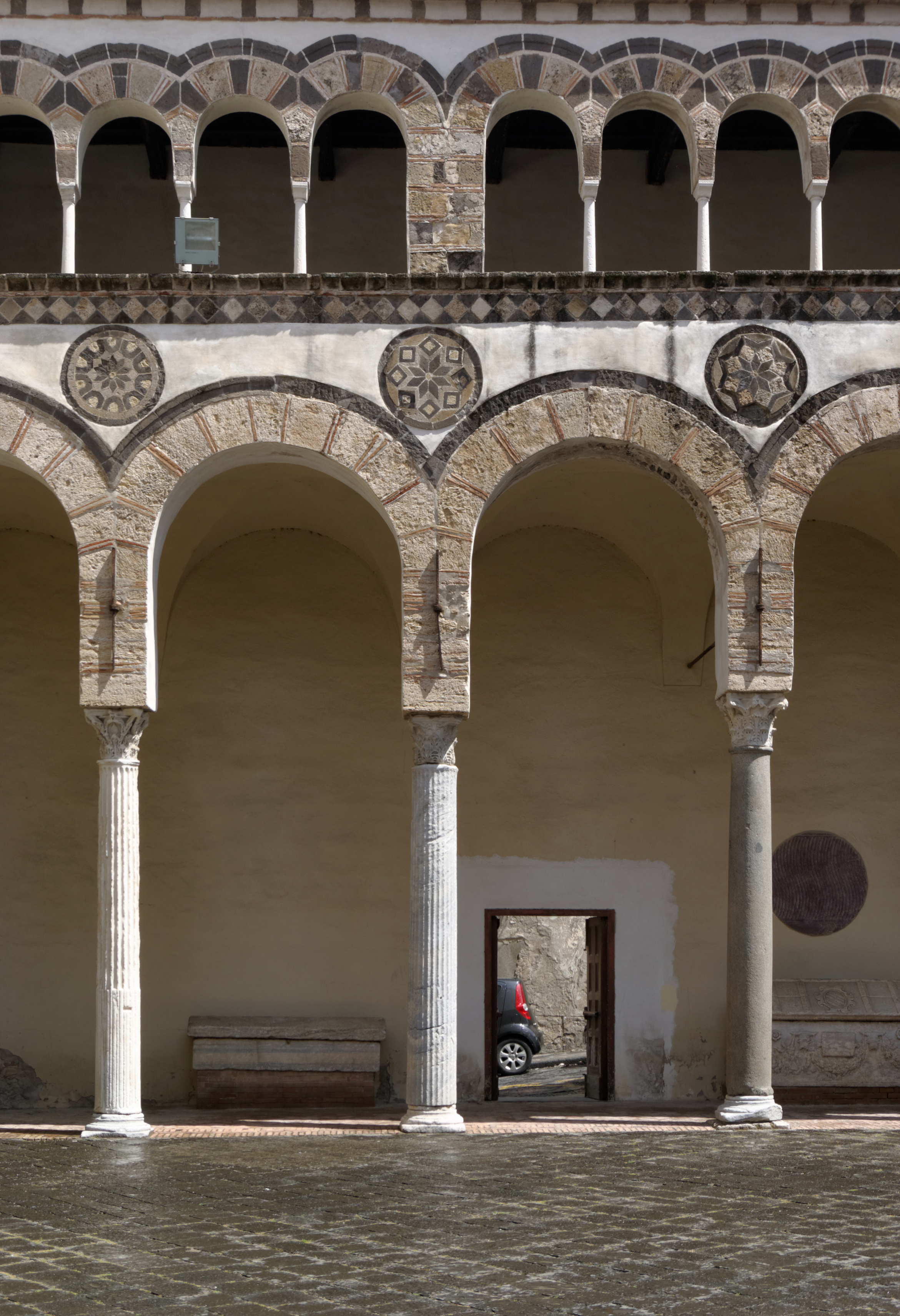
Detalle de incrustaciones policromáticos.

En el pórtico hay algunos sepulcros tomados de sarcófagos romanos reusados. Dignos de consideración son el sepulcro Capograsso (llamado Sarcófago del Rapto de Ariadne por la decoración) y el del Duque Guillermo o de la Caza del Jabalí. Otras tumbas no identificadas son las de Alfano I, de la princesa Sichelgaita (aunque según otras fuentes estaría sepultada en Montecassino y del Rey de Sicilia Guillermo I el Malo.
En el atrio se abre, además la Puerta de bronce, fundida en Constantinopla en 1099 y donada a la ciudad por Landolfo y Guisana Butrumile. Formada por 54 lastras que en su mayoría representan cruces bizantinas, presenta en el centro una serie de santos (entre los que destaca San Mateo), la representación simbólica de dos grifos que beben de una fuente bautismal (el grifo, además de simbolizar la inmortalidad del alma, es también símbolo de la familia normanda de los Altavilla, a quienes correspondía el fundador Guiscardo). Aun cuando actualmente la puerta tiene un colorido verdoso típico del bronce antiguo, antes estaba cubierto de oro y plata.

## La basílica

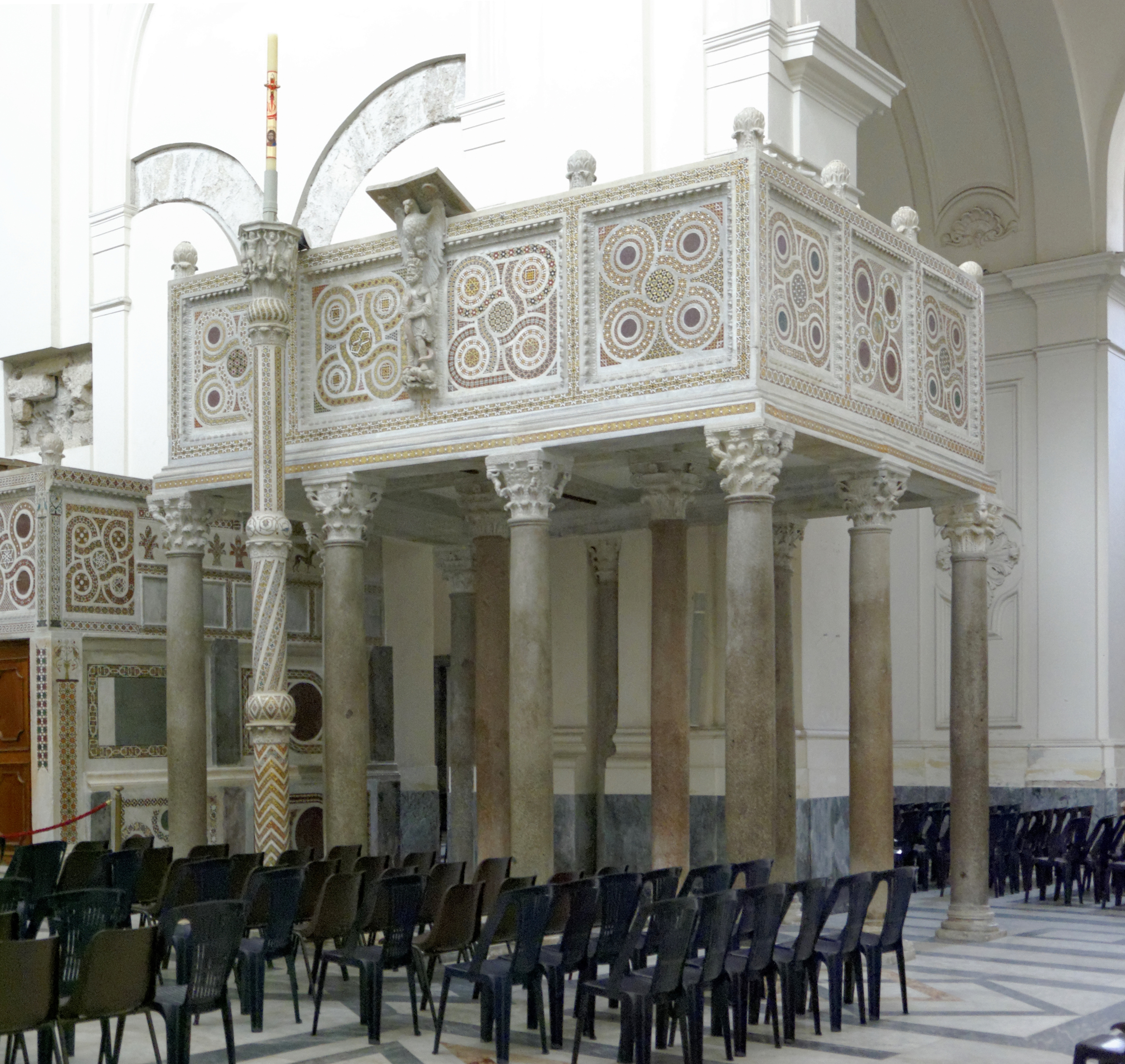
Ambón D'Ajello.

La iglesia es un edificio macizo, con tres naves (aunque probablemente al inicio eran cinco) y la central tiene una bóveda de cañón, mientras que el transepto presenta armaduras de madera (rehechas en los años cincuenta). En la parte final de la nave se inserta un coro de madera delimitado por dos ambones sujetos por columnas bizantinas que están decoradas con un revestimiento de piedras polícromas. Estos fueron construidos por los arzobispos Romualdo II Guarna y Niccolò D'Aiello. Junto al ambón mayor, está la columna del cirio pascual y al lado de este surgía la antigua iconostasis, demolida en el siglo XIX. Los pavimentos del coro, del presbiterio y del transepto están realizados también con teselas polícromas; e igualmente fueron realizadas por orden del arzobispo Guglielmo de Rávena en la primera mitad del siglo XII. Al fondo está el altar decorado y al centro del ábside la cátedra episcopal que según se dice perteneció al obispo Alfano I.
Si bien dentro domina un estilo del siglo XV, se han encontrado rasgos de trabajos medievales y en una de las naves laterales hay frescos de la escuela giottesca. De los mosaicos, todos recreados en 1954 (año milenario de la traslación de las reliquias de San Mateo), son especialmente originales los de la nave central y de la contrafachada, que muestra al apóstol y evangelista que da la bendición con el Evangelio.
En el ábside derecho está la urna del Papa Gregorio VII que murió en el exilio en Salerno a causa de la querella de las investiduras. La preciosa custodia, que ha sido restaurada recientemente, fue realizada en 1954 por comisión de Antonio D'Amico que la donó a la catedral. Se han colocado allí las últimas palabras del pontífice: Amé la justicia y odié la iniquidad, por eso muero en el exilio.

## La capilla del tesoro

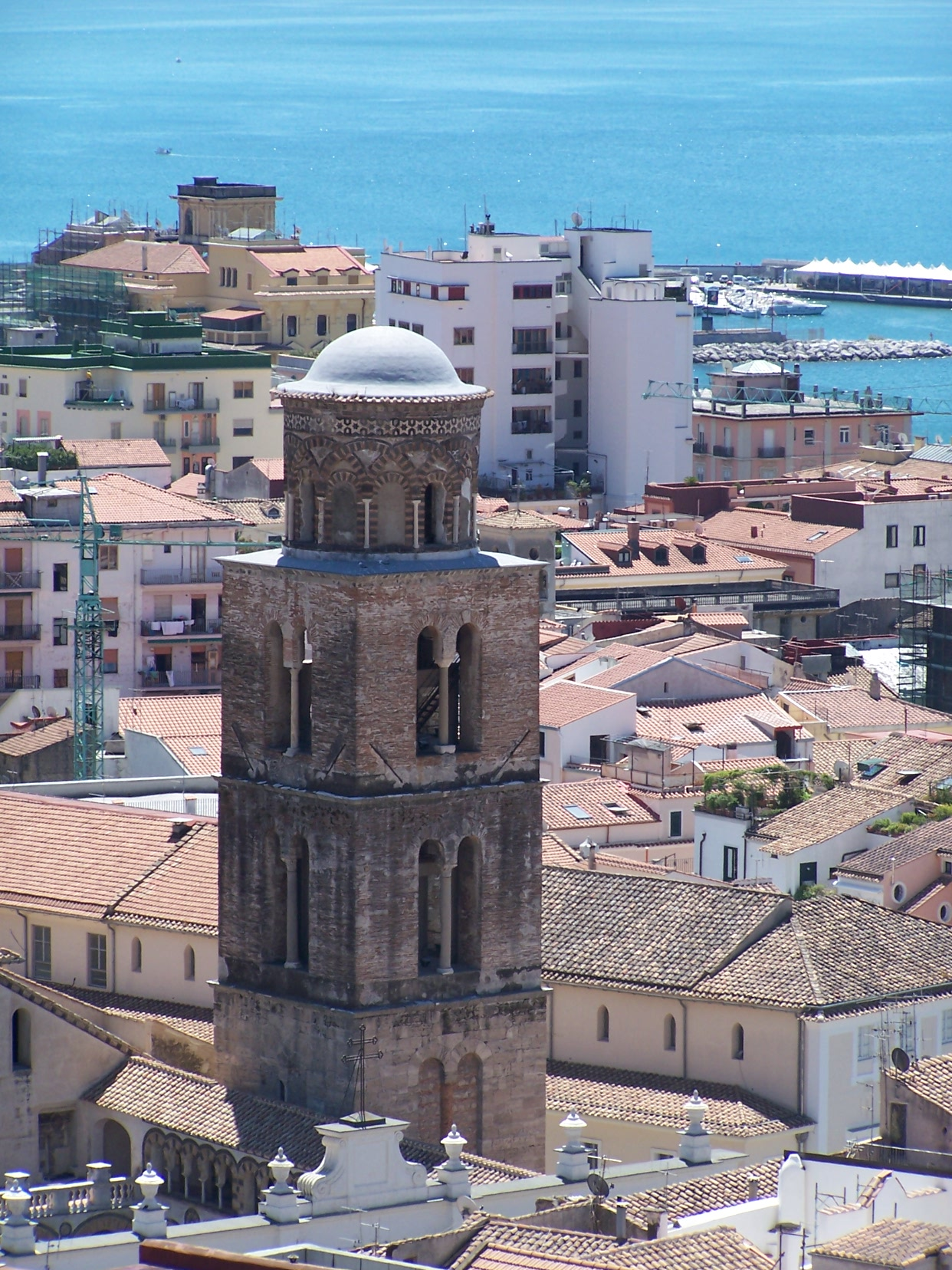
Campanario de la catedral.

Desde la sacristía se accede a la capilla del tesoro, que tiene un techo con frescos y representa el así llamado Paraíso salernitano (a causa de la presencia, en primer plano, de los santos relacionados con la ciudad: Mateo, Fortunato, Gayo, Ante, Bonosio, Gramacio...) obra del pintor Filippo Pennino. En la capilla se conservan, entre otros, las estatuas en plata del santo patrono, del Papa Gregorio VII, de los mártires salernitanos y la estatua de madera maciza de San José, además de numerosos ostensorios y relicarios (entre los que destaca el Brazo de San Mateo). Cada 21 de septiembre las estatuas son llevadas en procesión que concluye con la característica “carrera” al subir la escala principal de la Catedral.
Siempre desde la sacristía se tiene acceso al complejo del ex seminario que actualmente hospeda al museo diocesano; allí se conservan numerosas obras como esculturas, objetos litúrgicos y fragmentos decorativos provenientes de la catedral. Además en el museo hay una exposición de marfiles salernitanos: teselas decoradas en marfil y que representan escenas del Antiguo y del Nuevo Testamento, que antes decoraban el antiguo altar de la catedral.

## La cripta
La cripta es de estilo barroco (hecha restaurar en 1680 por Domenico Fontana por orden del rey Carlos III) y hospeda los restos mortales del santo patrono, los restos de los mártires salernitanos Fortunato, Gayo, Ante y Félix y las reliquias de los santos confesores. En la tumba semienterrada del santo hay una estatua de bronce del mismo, obra realizada en 1605 por el escultor Michelangelo Naccherino.
Todos los frescos del techo son obra del pintor tardo-manierista Belisario Corenzio y representan escenas del Evangelio de Mateo, además de algunos episodios de historia de Salerno (como el Asedio de la ciudad por parte de los franceses). Los mármoles que encierran las antiguas columnas y las paredes son de la mitad del siglo XVII y son obra de Francesco Ragozzino; en las paredes hay veinte estatuas que representan a san Juan Bautista y a los primeros santos obispos de Salerno.
Precisamente las reliquias de estos últimos están sepultadas en la capilla que toma el nombre de ellos: las urnas, de madera y cristal, están expuestas en vidrieras en la pared y sobre cada una de ellas está escrito el nombre del difunto. La de San Bonosio, primer obispo de Salerno (que vivió en la época de Alarico) es la más grande y está situada en el centro. La sepultura original, constituida por una lastra de mármol datada en el año 1081 puede verse en el centro del pavimento de la capilla, y es una preciosa fuente que confirma que la cripta ya había sido concluida para esos años.
En la zona este, se encuentra la Capilla de los santos mártires salernitanos que acoge sus s restos. Estos santos fueron asesinados durante el imperio de Diocleciano; Fortunato, Gayo y Ante fueron decapitados en el templo de Priapo que estaba situado junto a la desembocadura del Irno; Félix fue colgado en la localidad Felline, donde hoy hay una iglesia dedicada a él. Los huesos están colocados en dos urnas bajo una rejilla de latón en el centro del pavimento, mientras que los momentos de su proceso, del martirio y de la sepultura definitiva están representados en los frescos del techo. Junto a la rejilla hay un tronco de columna sobre la cual habrían sido decapitados.
Las otras dos capillas a este, a los lados de la de los mártires custodian los restos de las hermanas de san Prisco (obispo de Nocera) que reencontradas por Alfano I en el Medioevo, fueron restauradas en los años 60; un espléndido lienzo historiado que representa a la Virgen fue robado del altar. La segunda capilla hospeda la sacristía de la cripta.
La tumba de san Mateo está en el centro de la cripta y representa el Sancta Sanctorum. Se encuentra exactamente bajo el altar mayor de la catedral, está semienterrada y constituida por un amplio baldaquino de mármol que muestra los escudos de los Borbones. Sobre este hay una estatua de bronce del evangelista cuando escribe, obra de 1605 del escultor Michelangelo Naccherino. Inmediatamente bajo ella, en una celda, está encerrada la caja donde se encontraba el maná de san Mateo. A los lados del altar, hay ocho candelabros dorados que fueron donados al inicio del siglo XIX por la escuela médica salernitana.
La tumba auténtica se puede alcanzar mediante una escala abierta tras la Segunda Guerra Mundial y visible desde una ventana circular: tiene una disposición muy simple, representado por una lastra de mármol con fragmentos decorativos bizantinos, bajo la cual se conservan las dos urnas con los restos. En una columna revestida de cobre y visible desde el fondo de la lastra, se recogía el maná de san Mateo.